# Guy Burt
Guy Burt (né le 31 mai 1972) est un écrivain et scénariste britannique.  

## Jeunesse
Burt a écrit son premier roman à l'âge de 15 ans alors qu'il était à l'école, à Charterhouse. Il a étudié la littérature anglaise à l'Université d'Oxford et est finalement devenu enseignant, bien qu'il ait arrêté au bout de cinq ans, de sorte à se consacrer à plein temps à l'écriture.

## Carrière
Burt est surtout connu pour son premier roman, After the Hole (1993), une histoire d'horreur psychologique à propos d'un groupe d'élèves emprisonné dans un bunker souterrain, apparemment verrouillé par un camarade de classe dérangé, sociopathe. Il a remporté le Betty Trask Award en 1994 pour ce travail, qui a été adapté avec le film, The Hole (2001), avec Thora Birch et Daniel Brocklebank. Depuis, il a publié deux autres romans, Sophie (1994) et The Dandelion Clock (1999).
Burt a aussi écrit pour la télévision, y compris des épisodes de la Afterlife, Diamond Geezer, Ghostboat, Kingdom, Murder in Mind, Enquêtes codées, The Borgias et La fureur dans le sang.